# John Taverner
Para el compositor británico de los siglos XX-XXI, véase John Tavener.
John Taverner (c. 1490 - 18 de octubre de 1545) fue un compositor y organista inglés.
En 1526, Taverner era primer organista y maestro de coro en la catedral del college Christ Church de Oxford, protegido por el cardenal Thomas Wolsey. El college (conocido también como «Cardinal College») había sido fundado en 1525 por el propio Wolsey.
Antes de esto, Taverner había tenido un cargo menor en el Collegiate Church de Tattershall, Lincolnshire. En 1528 fue procesado por su implicación (seguramente menor) con los luteranos, pero no recibió ningún castigo por «no ser más que un músico» (but a musician). El cardenal Wolsey cayó en desgracia en 1529 y Taverner abandonó el college en 1530.
A partir de entonces, no se conoce ningún nuevo cargo o nombramiento musical de Taverner y tampoco se sabe de otras fechadas después de ese momento, por lo que quizá abandonó la composición. Se asegura a menudo -sin que exista ninguna certeza- que, tras abandonar Oxford, Taverner trabajó como agente de Thomas Cromwell en la disolución de los monasterios.

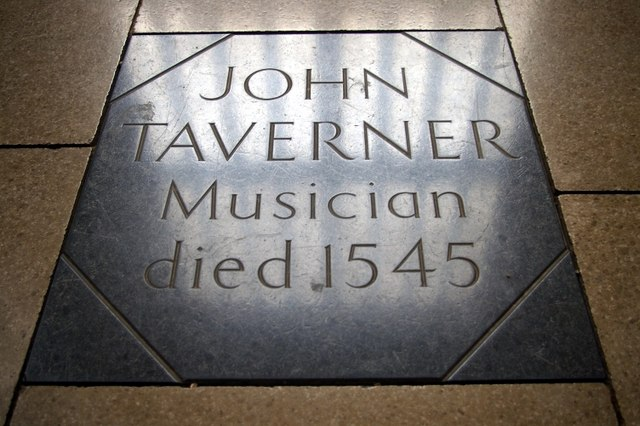
Tumba en Iglesia de San Botulfo (Boston)

Se sabe que, finalmente, se asentó en Boston (Lincolnshire), donde tuvo propiedades y alcanzó una pequeña fortuna. Fue nombrado regidor de Boston en 1545, poco antes de su muerte. Está enterrado bajo el campanario de la iglesia Parish de Boston.

## Obras sobre Taverner
La vida de Taverner es el asunto de la ópera Taverner de Peter Maxwell Davies.

## Catálogo
Casi toda la música de Taverner es vocal e incluye misas, magnificats, antífonas y motetes. La mayor parte de su catálogo data de la década de 1520. Su motete más conocido es Dum Transisset Sabbatum.
En el caso de sus misas, ninguna de ellas tiene Kyrie.

### Misas
- Missa Gloria tibi Trinitas (6 voces)

El canto llano del in nomine del Benedictus fue utilizado por numerosos compositores para sus obras instrumentales (se conocen más de 150 casos) tras la primera transcripción para virginal que figura en una antología de Thomas Mulliner. Encontramos el mismo tema adaptado para violas (Christopher Tye lo utilizó en veintiuna ocasiones) o para órgano (Henry Purcell).
- Missa Corona Spinea (6 voces)
- Missa O Michael (6 voces)
- Missa Sancti Wilhelmi (5 voces), a veces denominadas Small Devotion (posiblemente por corrupción de la inscripción "S Will Devotio" que se halla en dos fuentes)
- Missa Mater Christi
- The Mean Mass (5 voces)
- The Plainsong Mass (4 voces)
- The Western Wynde Mass (4 voces)

La más conocida de sus misas recibe el nombre de Misa Western Wynde por estar basada en la canción popular The Western Wynde (que también utilizaron otros compositores renacentistas en sus misas, como John Sheppard o Christopher Tye). La Misa Western Wynde presenta novedades respecto las misas de su período, ya que utiliza un mismo tema en las cuatro partes (Gloria, Credo, Santus-Benedictus y Agnus Dei). Como cada sección posee un texto diferente, utiliza amplios melismas en las partes de con menor número de palabras.

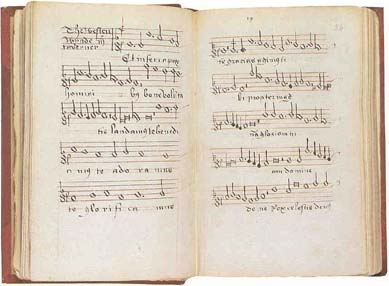
Muestra de The Western Wynde, de Taverner. Add. 17803, ff. 23v-24r © The British Library Board.
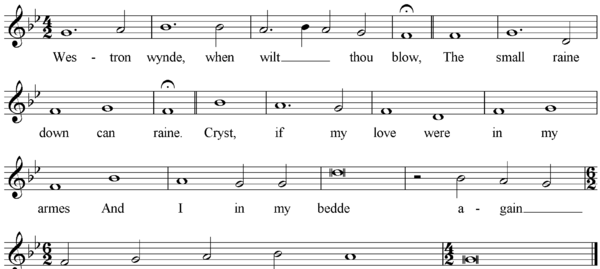
Canción original.
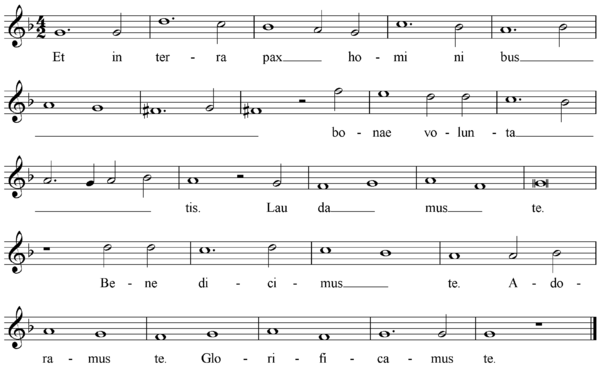
La canción en la misa de Taverner.

### Fragmentos de misas
- Christeleison (3 voces)
- Kyrie Le Roy (4 voces)

### Antífonas votivas
- Ave Dei Patris filia (5 voces)
- Gaude plurimum (5 voces)
- O splendor gloriae (5 voces)
- O Wilhelme, pastor bone (en honor del cardenal Wolsey)

### Otras músicas litúrgicas
- Alleluya. Veni electa (4 voces)
- Alleluya (4 voces)
- Te Deum (5 voces)

### Motetes
- Audivi vocem de caelo (4 voces)
- Ave Maria (5 voces)
- Dum transisset sabbatum (I) (5 voces, también hay una edición a 4 voces)
- Dum transisset sabbatum (II) (4 voces)
- Ecce carissimi
- Ex ejus tumba - Sospitati dedit aegro
- Fac nobis secundum hoc nomen (5 voces)
- Fecundata sine viro (3 voces)
- Hodie nobis caelorum rex
- In pace in idipsum (4 voces)
- Jesu spes poenitentibus (3 voces)
- Magnificat (4 voces)
- Magnificat (5 voces)
- Magnificat (6 voces)
- Mater Christi (5 voces)
- O Christe Jesu pastor bone (5 voces)
- Prudens virgo (3 voces)
- Sancte deus (5 voces)
- Sub tuum presidium (5 voces)
- Tam peccatum (3 voces)
- Traditur militibus (3 voces)
- Virgo pura (3 voces)

### Otras
- In trouble and adversity (contrafactum sobre su pieza para grupo instrumental In Nomine). Fue publicada por el impresor John Day en la obra Mornyng and Evenyng Prayer (1565).[1]

### Obras seculares
- In women (2 voces)
- Quemadmodum (6 voces o flautas)